# 平野宏周
平野 宏周（ひらの こうしゅう、1999年〈平成11年〉4月1日 - ）は、日本の俳優、タレント。神奈川県出身。サンミュージックプロダクション所属。若手俳優ユニット「SUNPLUS」の元メンバー。

## 略歴
高校在学中、父の知人である鳥居孝行に紹介されサンミュージックに所属。
2015年1月、サンミュージック所属の若手俳優から構成されるユニット「SUNPLUS」の結成メンバーに選ばれる。
2015年6月、静岡学園中学校・高等学校のスチール広告でデビュー。
2016年10月から『Rの法則』（NHK Eテレ）の第8期R'sメンバーを務めた。
2020年6月、特撮テレビドラマ『ウルトラマンZ』でナツカワハルキ役としてテレビドラマ初主演を果たす。
2024年1月7日、横須賀警察署の一日署長を務めた。同年12月31日、SUNPLUSを卒業。
2025年4月1日、サンミュージックブレーンよりサンミュージックプロダクションへ移籍。

## 人物
趣味は、映画鑑賞。特技は、アメリカンフットボール、野球、水泳。
幼少期は野球をやっていたことからテレビはあまり観ておらず、兄が『ウルトラマンティガ』にはまっていて共にヒーローショーに連れて行ってもらうこともあったが、平野は怪獣が怖くてあまり行きたくなかったという。
『ウルトラマンZ』で共演した松田リマと黒木ひかりは、平野は演じるナツカワハルキそのもので、現場を温めるムードメーカーだと評している。同じく共演者の青柳尊哉は、平野は食事を取らずに道場で練習して撮影に臨むなど、本当に熱い人物であることを証言している。

## 出演

### テレビドラマ
- まかない荘2 2杯め（2017年10月24日、メ〜テレ）
- ドラマスペシャル 法医学教室の事件ファイル44（2018年8月12日、テレビ朝日） - 近藤悟史 役
- クロスロード3 群衆の正義 第2話（2018年12月9日、NHK BSプレミアム）
- 都立水商! 〜令和〜 第1話（2019年5月6日、毎日放送 / 5月8日、TBSテレビ）
- ウルトラシリーズ（テレビ東京） - ナツカワハルキ 役
  - ウルトラマンZ（2020年6月20日 - 12月19日） - 主演[12]
  - ウルトラマントリガー NEW GENERATION TIGA 第7話・第8話（2021年9月4日・11日）[13]
  - ウルトラマン クロニクルD 第17話・第18話（2022年5月21日・28日）
- 月曜プレミア8 内田康夫サスペンス 新・信濃のコロンボ2 北国街道殺人事件（2021年8月23日、テレビ東京） - 野村良樹 役
- 命のバトン 〜赤ちゃん縁組がつなぐ絆〜（2021年11月18日、NHK BS1） - 斉藤信彦 役
- 恋せぬふたり 第1話（2022年1月10日、NHK総合） - 丸山 役
- テッパチ! 第7話 - 最終話（2022年8月17日 - 9月14日、フジテレビ系） - 小川太陽 役
- 今野敏サスペンス 機捜235×強行犯係 樋口顕 第5話（2023年2月24日、テレビ東京） - 乾翔平 役
- アイゾウ 警視庁・心理分析捜査班「殺しのピエロ」（2023年3月28日、フジテレビ） - 宇井啓馬（青年時） 役
- 恋愛マルシェ ドラマSP（2023年3月31日、BSフジ）
- 恋は湯けむりの中で「偽りの温泉旅行プロジェクト」（2024年1月27日 - 2月10日、テレビ神奈川） - 堀口正樹 役[14]
- スパイの人事部 第1話（2024年3月11日、CBCテレビ） - バンケン 役[15]
- 366日 第1話（2024年4月8日、フジテレビ系） - 長嶺徹 役[16]
- 不気味な答え 恋愛考察ミステリー「廃旅館」（2024年7月6日・13日、テレビ朝日） - 主演・霊界通信師 入鹿 役
- 相棒 season23 第5話「幽霊ホテル」（2024年11月20日、テレビ朝日） - 宮原正志 役

### ウェブドラマ
- セブンガーファイト（2021年3月17日 - 4月23日、TSUBURAYA IMAGINATION） - ハルキ（声） 役
- KICKOFF～青春の晴れ舞台～（2021年4月23日、YouTube） - こう 役[17]
- クロエの流儀（2021年12月23日 - 2月10日、LINE NEWS VISION） - 向井秋人 役
- 日本生命オリジナル ショートムービー #4「親父が一番大事にしているのは」（2022年6月10日、YouTube） - 健太 役
- Fridge（2023年2月13日、BUMP） - 柳楽碧 役
- 君がくれた翼（2023年11月15日、NUMA） - 高城祐 役[18]
- 満たされたい（2023年12月7日、BUMP） - 安藤伊織 役[19]
- 配信れんあい、蜜の味（2025年3月12日、BUMP） - 主演[20]
- 被写界深度（2025年6月20日 - 、FOD） - 主演・紺野遼平 役（宇佐卓真とダブル主演）[21]

### 映画
- Los Japo（2019年6月28日） - ヒサオ 役
- ウルトラマントリガー エピソードZ（2022年3月18日、円谷プロダクション） - ナツカワハルキ 役
- TRFデビュー30周年記念ショートムービー「30th short film Break Down」（2023年1月13日、YouTube）- 主演（大谷凜香とダブル主演）[22]
- 妖獣奇譚 ニンジャVSシャーク（2023年4月14日、エクストリーム）- 主演 潮崎小太郎 役（西銘駿とダブル主演）[23]
- ヒッチハイク（2023年7月7日、アルバトロス・フィルム） - 佐々木和也 役[24]
- 怪獣ヤロウ!（2025年1月31日＜1月24日に岐阜先行公開＞、彩プロ） - ご当地映画の主演 役
- 僕らは人生で一回だけ魔法が使える（2025年2月21日、ポニーキャニオン） - 高杉悠太 役[25]
- Zライフクライシス（2025年8月1日配信開始） - 小此木 役[26]
- シーシュポスたちのまなざし（2025年公開予定） - 原口健斗 役[27]
- 翔んだタックル大旋風（2025年冬公開予定、ユナイテッドエンタテインメント） - 平山 役[28]

### バラエティ番組
- Rの法則（2016年10月 - 2018年1月、NHK Eテレ） - 第8期R'sメンバー
- 日立 世界・ふしぎ発見! 3時間スペシャル（2024年11月9日、TBSテレビ系） - ミステリーハンター[29]

### ラジオ番組
- アンミカ Teen-ager 倶楽部（2024年12月14日 - 、NHKラジオ第1） - 準レギュラー

### 舞台
- 黒子のバスケ - 早川充洋 役
  - THE ENCOUNTER（2016年4月8日 - 24日、サンシャイン劇場）[30]
  - OVER DRIVE（2017年6月22日 - 7月9日、AiiA 2.5 Theater Tokyo / 7月13日 - 17日、森ノ宮ピロティホール）[31]
- 5 years after ver.8（2022年2月1日 - 3日、赤坂RED/THEATER）
- 宿り木プロデュース公演 vol.1「あi」（2022年10月19日、シアターブラッツ）[32]

### CM
- mixi「モンスターストライク」ひっぱりランチ篇（2016年6月 - ）
- 幸楽苑 恋する幸楽苑「幼馴染」篇（2018年3月 - ）
- 八月のシンデレラナイン（2019年8月 - ）
- Jcoin Payスマホ決済 Jcoin〜キャンプサークル篇〜（2019年12月 - ）
- ウポポイ（民族共生象徴空間）（2021年12月）
- ORIHIC「フレッシャーズ応援FAIR ～この恋、始まった？」（2022年2月）
- リログループ 採用ブランドムービー「次は、自分が支える番だ。」（2025年4月） - 主演[9]
- IKEA 15周年記念広告「この家が好き。」（2025年8月）

### 広告・スチール
- 静岡学園中学校・高等学校（2015年6月 - ）
- 栄光ゼミナール 高等部[ナビオ]（2016年4月 - ）
- コナカ（2016年9月 - ）
- ForWe（2021年3月 - ）
- 中央労働災害防止協会 2023年度全国安全週間ポスター イメージキャラクター（2023年）

### MV
- 優里「ベテルギウス」（2021年11月18日） - 亮 役

### オーディオドラマ
- 探偵 一条真守の出来事（2023年2月23日、note） - 猪苗代理人 役[33]

### 玩具
- 光る！鳴る！特空機1号 セブンガー（2021年3月）
- ウルトラマンZ ウルトラゼットライザー -MEMORIAL EDITION-（2021年6月）
- 幻界魔剣 ベリアロク -Deathcium Talking Ver.-（2021年8月）
- ウルトラマントリガー DXガッツハイパーキーPremium ウルトラマンゼットキーセット（2022年2月）
- ウルトラマンZ 怪獣機巧 キングジョー ストレイジカスタム（2023年10月）
- ウルトラマントリガー ガッツスパークレンス MEMORIAL EDITION（2024年2月）

## 書籍

### カレンダー
- KOSHU HIRANO Calendar 2025 -I am/HE is-（2024年12月13日）[34]